# Retrato de la Familia Clinton

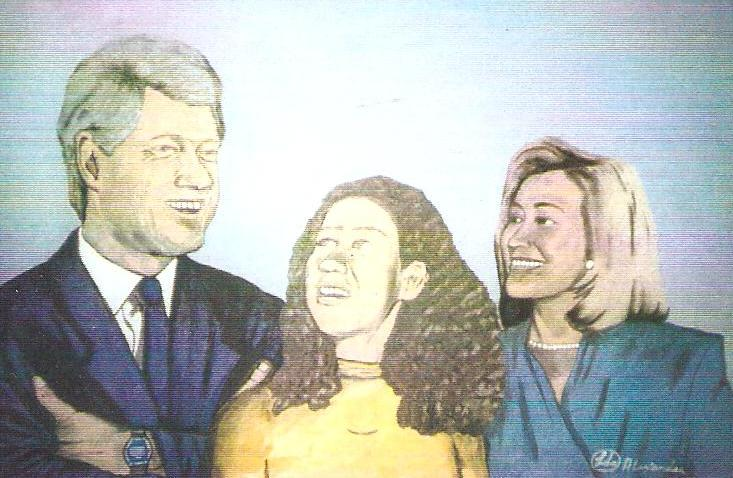
"Retrato de la Familia Clinton", pintura al óleo por Larry D. Alexander.

El Retrato de la Familia Clinton es una pintura al óleo en lienzo por el artista estadounidense Larry D. Alexander de Dermott, Arkansas, EE. UU. Fue creado en 1995 y entregado como un regalo para el entonces presidente de Estados Unidos, Bill Clinton, quien es también nativo de Arkansas. Es una pintura única ya que Alexander ha creado muy pocas pinturas al óleo. La mayoría de sus pinturas están hechas en acrílicos, y existen muy pocas en acuarelas. Este retrato es una mezcla de estilo caricaturesco y realismo. Actualmente forma parte de la colección permanente en la Biblioteca Presidencial Clinton en Little Rock, Arkansas.

## Fuente de inspiración
En una entrevista en 1996 con un reportero de Dallas Morning News en Irving, Texas, Alexander explica su inspiración: 

Estaba con un grupo de niños y dijimos que si llegara a haber un presidente originario de Arkansas, haríamos un retrato de él. Fue solamente una broma en el momento, y años después, ya lo había olvidado.Pero un día, cuando Clinton iba bien en la carrera presidencial y parecía que iba a ganar, el recuerdo regresó a mi mente. Fue extraño, pero las inspiraciones son así.

## Descripción
Las dimensiones del Retrato de la Familia Clinton son de 24 pulgadas de largo por 36 de ancho y está pintada al óleo en lienzo. Los colores utilizados son carne, azul, amarillo, así como tonos cafés y grises. Fue creado a principios de 1995 en Irving, Texas y fue enviado a la Casa Blanca entre marzo y abril de ese mismo año. Lori Abrams, quien en ese entonces era la portavoz del departamento de correos en la Casa Blanca, dijo al periódico Fort Worth Star-Telegram que, "No podemos decir exactamente dónde se encuentra, pero está donde lo quieren".